# 軍記物
1. 中世末期から近世初期にかけて、戦国武将や大名家の武勲・武功について記述した書物。本項で解説する。
2. 鎌倉時代から室町時代にかけて書かれた歴史上の合戦を題材とした文芸。軍記物語を参照。
3. 江戸時代に講談の一種である軍記読みによって語られた、歴史に取材した通俗小説。軍記読みを参照。

軍記物（ぐんきもの）とは、中世末期（室町時代）から近世初期にかけて、戦国武将や近世大名の武勲や武功について物語形式で記述した書物である。

## 概要
「軍記」は武士が登場し合戦が相次ぐ中世の動乱をもっともよく代表する文芸のジャンルである。この「軍記」を細かく分けると、『将門記』・『陸奥話記』などの先駆的な作品を「初期軍記」、『平家物語』から『太平記』までのものを「前期軍記」、室町時代以後のものが「後期軍記」となる。
「初期軍記」、「前期軍記」は国文学研究における「軍記物語・軍記文学」に相当するのに対し、（本項の「軍記物」に相当する）「後期軍記」はより文芸作品から離れて実録・家伝の色合いを強めていく。中世史の研究においては軍記物を通じた研究が行われる場合もある。その場合には、軍記物が特定の武士や家に対する顕彰的要素や創作的要素を含むものであることを前提にする必要がある一方で、そこから作者が持つ「家」や「先祖」に対する意識などを見出すことも可能である。
「後期軍記」においては、応仁の乱を描いた『応仁記』までを「室町軍記」、それ以後の戦国時代の戦乱を描いたものを「戦国軍記」と細分化する方法が存在する。さらに、「戦国軍記」には、戦国時代において筆録された物と、近世に筆録された物とが存在し、後者を「近世軍記」と区別する方法も存在する。

## 成立背景
これらの書が書かれた背景には、元和偃武により江戸幕府の基礎が固まり、各大名家が自家の正当性、高貴性を主張するために系図を改竄するなどした時代の風潮の中で、「わが家の今日の厚遇があるのは、先祖のこのような命がけの武勲のおかげであり、正当な報酬なのである」という主張をする意図があったと考えられる。
また、子孫に対して先祖の偉業を知らしめる目的もあったと思われる。

## 軍記物の特徴
軍記物は、ほとんど各大名家ごとに存在するといっても過言ではなく、群書類従、続群書類従の合戦部、史籍集覧、国史叢書などに数多く収録されている。しかしながら、子孫の口述や風聞を元に記録されたものが多く、書状などの一次史料と一致しない記事、また改竄された系図に倣う記事などもあり、記録としての正確性は軍記物ごとに様々である。
「後期軍記」、特に「戦国軍記」は全国的な広がりを持ち、軍記がもっとも多様な展開を見せた時期であるといえる。一方で「戦国軍記」は「初期軍記」、「前期軍記」などの軍記物語が結晶度の高い文学として見るべき作品が多く関心が高いのに対し、「後期軍記」（軍記物）は顧みられることは少なく、「戦国軍記」の研究者も少ない。この「戦国軍記」は基礎的な調査研究はほとんどなされておらず、原文のまま活字化されておらず現代語訳の無いものがほとんどであり、活字化されているものは数百あるうちのごく一部に過ぎないのが現状である。その理由として「戦国軍記」自体に魅力がなく、つまらないからと指摘されている。

## 軍記物（後期軍記）の一覧
以下は、戦国軍記事典（和泉書院）を参考とした。

### 室町軍記
- 明徳記／応永記／永享記／応仁記／ 足利治乱記

### 戦国軍記

#### 両細川の乱～三好家の台頭（畿内）
- 通史・年代記：足利季世記／公方両将記／不問物語／永禄記／河州軍記／重編応仁記／後太平記*／室町殿日記*・ 室町殿物語*
- 家記・武将記：細川両家記／二川物語／細川政元記／九郎澄之物語／九郎殿物語／ 瓦林政頼記／細川高国晴元争闘記／義昭興廃記
- 戦場記：舟岡山軍記／久米田合戦

#### 永享の乱～享徳の乱（関東）
- 通史・年代記：永享記／鎌倉大草紙／関東合戦記／相州兵乱記〔北条記〕／鎌倉管領九代記
- 家記・武将記：松陰私語*／喜連川判鑑*／道灌状*

#### 東北の戦乱
- 通史・年代記：奥羽永慶軍記／新編東国記／秋田古戦記／志和軍戦記／東奥軍記／田村兵軍記／藤葉栄衰記／天正南部軍記／最上記追加／檜原軍物語／ 老士雑談*／奥羽軍談
- 家記・武将記：浅利軍記／南部根元記／阿曽沼興廃記／最上義光物語／余目氏旧記／余目安保軍記／葛西盛衰記／大崎盛衰記／会津葦名記／会津四家合考*
- 戦場記：天童落城記／佐沼古戦場記／和賀一揆次第／ 近世軍記 (国枝清軒)

#### 関東の戦乱
- 通史・年代記
  - 房総治乱記
  - 総州久留里軍記
  -  常陽四戦記
  - 鹿島治乱記
  - 館林盛衰記
  - 加沢記
  - 関八州古戦録
  - 東国闘戦見聞私記
  - 上州治乱記
  - 東国戦記実録
- 家記・武将記
  - 後北条氏
    -  異本小田原記
    - 『豆相記』
    - 『北条記』
    - 三浦浄心『北条五代記』
    - 『北条盛衰記』『北条五代実記』

  - 里見氏
    - 里見軍記
    -  土気古城再興伝来記

  - 常陸小田氏
    - 小田軍記
    - 小田天庵記

  - 多賀谷氏
    - 円福寺紀録多賀谷譜
    - 多賀谷記
    - 多賀谷家譜
    - 多賀谷旧記
    - 多賀谷氏由緒書
    - 多賀谷七代記

  - その他
    - 水谷記
    - 新田老談記
    - 唐沢城老談記
    - 那須記
    - 千葉伝考記
    - 深谷記
- 戦場記
  - 河越記
  - 小弓御所様御討死軍物語
  -  国府台戦記
  - ささごおちのさうし
  - なかおおちのさうし
  - 江戸軍記
  -  頓化原合戦記
  - 上野国箕輪軍記
  -  鴻台後記
  -  園部状

#### 甲信越の戦乱
- 通史・年代記：北越太平記／ 上杉三代日記／絵本甲越軍記／ 松隣夜話
- 家記・武将記：甲陽軍鑑／甲陽軍鑑弁疑／武田三代軍記／小平物語／真田内伝／ 越国内輪弓箭老師物語／ 春日山日記／北越軍談／謙信軍記／ 謙信家記／ 太祖一代軍記／ 越後軍記／依田記／二木寿斎記／知久家軍記書／岩岡家記／赤羽記／熊谷家伝記／関伝記／高遠記集成／信府統記／箕輪記
- 戦場記： 川中島五箇度合戦之次第／ 川中島五戦記／ 川中島合戦弁論／ 川中島合戦評判／川中島合戦記／河中島両雄弁／川中島合戦聞書／ 上杉輝虎注進状／ 北越耆談／ 謙信記／甲越信戦録／桔梗原合戦記／上田原保屋野合戦記／守矢頼真書留

#### 東海の戦乱
- 通史・年代記：伊束法師物語／三河海東記／三河記／美濃国諸旧記／飛騨国治乱記／飛州軍覧記／飛州千光寺記／参州一向宗乱記
- 家記・武将記： 今川記／牛窪記／浜松御在城記／松平記／松平物語／岡崎物語／土岐斎藤軍記／土岐斎藤由来記／土岐累代記／ 濃陽諸士伝記／飛州三沢記／参河故事
- 戦場記：遠州高天神記／船田乱記／ 高天神小笠原家譜*／柏崎物語*

#### 北陸の戦乱
- 通史・年代記：賀越闘諍記／越州軍記／北陸七国志*／北国太平記／北国全太平記
- 家記・武将記：朝倉義景記／朝倉草紙／朝倉家録／朝倉宗滴話記*
- 戦場記： 官地論／若州国吉騒動記／越登賀三州志*／越賀雑記*／加賀国中古記*／ 昔日北花録*

#### 近畿の戦乱
- 通史・年代記：長享年後畿内兵乱記／江北記／江濃記／江源武鑑／大和記／勢州軍記／勢州四家記／勢州兵乱記／丹州三家物語
- 家記・武将記：浅井軍記／ 浅井物語／和州諸将軍伝／畠山家記／高野合戦雑記／安宅一乱記／ 関岡家始末／伊勢峯軍記／志摩軍記／一色軍記
- 戦場記：内外両宮兵乱記／穴太記*／ 勢州記事*／ 伊勢国司伝記*

#### 中国の戦乱
- 通史・年代記：安西軍策／中国治乱記／中国兵乱記／吉田物語／備前軍記／美作太平記／陰徳太平記／新裁軍記／西国太平記
- 家記・武将記：雲州軍話／雲陽軍実記／大内義隆記／芸侯三家誌／毛利元就記／毛利記／老翁物語／備中兵乱記／備前文明乱記／宇喜多戦記／天神山記／三星軍伝記／二宮佐渡覚書／棚守房顕覚書／言延覚書／森脇覚書／桂岌円覚書／小田木工覚書〔老翁物語〕／大内多々良氏譜牒*／毛利隆元山口滞留日記*／毛利元就郡山籠城日記*
- 戦場：万代記〔厳島合戦之記〕／武家万代記／児島常山軍記／妙善寺合戦記／龍ノ口落城記／美作国古城合戦記

#### 四国の戦乱
- 通史・年代記：南海通記／南海治乱記／昔阿波物語
- 家記・武将記：阿州将裔記／平嶋記／細川家記／三好記／三好家成立記／三好別記／敷地軍記／細川岡城記*／みよしき*／河野軍記*／予陽河野家譜*／河野家之譜*

#### 九州の戦乱
- 通史・年代記：西国盛衰記／豊薩軍記／豊筑乱記／両豊記／北肥戦誌／九州記／歴代鎮西志／歴代鎮西要略／筑紫軍記／豊陽志／日向記
- 家記・武将記：大友興廃記／大友記／大友公御家覚書／栂牟礼実録／高橋記／救民記／志賀記／肥陽軍記／島津家記／島津家従道鑑五代記／日新菩薩記／島津貴久御軍記／島津家代々軍記*／島津家譜／樺山安芸守善久入道玄佐自記／山田聖栄自記／沙弥洞然長状／宗像軍記／菊池伝記／印山記／日州高千穂古今治乱記／三田井家落城之記／貞享二年覚書*／上井覚兼日記*／八代日記*／菊池くづれ*
- 戦場記：木崎原御合戦伝／高城興亡記／利光鶴ヶ城合戦之伝承覚／豊州戸次鶴ヶ城合戦之覚／山の城合戦之記／角埋城合戦之記／庄内軍記／庄内陣記

#### 織田信長の合戦
- 織田信長一代の軍記 ：信長公記／信長記／新撰信長記／総見記／武功夜話／増補信長記*／ 湯浅甚助直宗伝記*
- 桶狭間以前： 名古屋合戦記／ 清須合戦記
- 桶狭間の戦い・堂洞合戦： 道家祖看記／堂洞軍記／新編桶峡合戦記
- 姉川の戦い：江州姉川戦記(『四戦紀聞』の内）
- 石山合戦：石山退去録／石山軍記／石山軍鑑／信長軍記／難波浦船戦記
- 三方ヶ原の戦い：遠州味方原戦記（『四戦紀聞』の内）
- 小谷城・一乗谷の合戦： 浅井三代記／ 朝倉始末記／ 浅井日記*／ 瀬尾旧記*
- 長篠の戦い：参州長篠戦記（『四戦紀聞』の内）／ 長篠合戦物語／長篠日記
- 摂津・丹波の平定：摂北軍記／山崎記／摂北有馬郡丹北城軍記／丹陽軍記／赤井先祖細記／赤井伝記／丹波氷上郡黒井赤井悪右衛門尉直政落城事　附　明智日向守光秀没落之事／黒井城山軍書／籾井家日記／能勢物語／多田雪霜談／ 立入左京亮入道隆佐記
- 中国征伐：荒木略記／伊丹荒木軍記*／播州佐用軍記／播州御征伐之事／別所記／岩崎本別所記／別所軍記*／別所記事／赤松末葉記／押部新兵衛聞伝之趣／三木*／三木合戦軍図縁起*／長水軍記／吉川経安置文／山県長茂覚書／高松記／清水家之譜／高松城攻之物語*／清水長左衛門尉平宗治由来覚書*／清水宗治事績*
- 天正伊賀の乱：参考伊乱記
- 天目山の戦い：甲乱記／ 理慶尼の記／ 反町大膳訴状
- 本能寺の変・山崎の戦い： 惟任退治記／明智軍記／明智物語／山崎合戦記／本城惣右衛門覚書／総見院殿追善記*／神流川合戦記*
- 能登荒山合戦：荒山合戦記／畠山殿伝記*

#### 豊臣秀吉の合戦
- 豊臣秀吉一代の軍記：大かうさまくんきのうち／天正記／太閤記／ 祖父物語／川角太閤記／ 太閤素生記／豊鑑／豊臣記／絵本太閤記／真書太閤記／太閤真顕記／将軍記／豊国大明神祭礼記*／天正軍記
- 賤ケ嶽の戦い：柴田合戦記／賤箇嶽記／ 賤岳合戦記*／佐久間軍記／余吾庄合戦覚書／江州余吾庄合戦覚書／ 志津ケ岳合戦事小須賀九兵衛話
- 小牧・長久手の戦い：小牧御陣長湫御合戦記／小牧戦話／参考長久手記／尾州長久手戦記（『四戦紀聞』の内）／長久手記／尾州表一戦記／長久手合戦記／長久手戦話／甲申戦闘記／尾州小牧軍記／長久手合戦覚書／小牧陣始末記／天正征伐記／長久手征伐記／長久手物語／長久手合戦或説／森家伝記／兼山記／木造記／竹鼻守城録
- 末森合戦：末森記／末森軍記*／奥村伝書*／村井家伝*
- 紀州征伐： 紀州御発向記／太田水責記／若州湯川彦右衛門覚書
- 四国征伐：土佐軍記／土佐物語／元親記／長元物語／ 四国御発向並北国御動座記／福富半右衛門親政法名浄安覚書／大西軍記／由佐長曾我部合戦記／八栗合戦記／十河物語／十河家之来由／清良記／澄水記／長曾我部軍記*／長曾我部覚書*／長曾我部譜*／長曾我部元国・元親伝記*
- 九州征伐　豊臣鎮西軍記／西治録／肥後隈本戦記／城井軍記実録／九州道之記*
- 小田原征伐：小田原御陣（『天正記』の内）／箱根山中城責由来／忍城戦記／八王子城実録
- 東北征伐：九戸記／由利十二頭記／伊達日記／政宗記／伊達家日記／伊達正統世次考／蒲生氏郷記／氏郷記／愚耳旧聴記／葛西真記録／九戸軍談記*
- 朝鮮出兵：朝鮮征伐記（堀本）／朝鮮征伐記（大関本）／朝鮮日々記／高麗日記／征韓録／面高連長坊高麗日記*／島津家高麗軍秘録／惟新公御自記／朝鮮記／ 立花朝鮮記／立斎旧聞記／清正高麗陣覚書／清正記／加藤家伝清正公行状／続撰清正記／本山豊前守安政父子戦功覚書／吉野甚五左衛門覚書

#### 徳川家康の合戦
- 徳川家康一代の軍記：三河物語／改正三河後風土記／三河後風土記正説大全／四戦紀聞*
- 関ヶ原の戦い：関ケ原軍記大成／関ケ原始末記／関原陣輯録／関ケ原御合戦記／濃州関ヶ原軍記／板坂卜斎覚書／慶長記／石田軍記／惟新公関原御合戦記／関ケ原合戦進退秘訣／田中兵部殿関ケ原覚書／岐阜落城軍記／佐和山落城記／おあむ物語／関原記／戸田左門覚書／霜女覚書／大津籠城合戦記
- 関ヶ原の戦い（全国）　最上陣実記／最上合戦記／最上斯波家伝／会津陣物語／東国太平記／小松軍記／浅井畷合戦覚書／浅井縄手之迫合諸記抜書／大聖寺攻城并浅井畷軍記／山口記／能美江沼退治聞書／田辺城合戦記／三刀谷田辺記／豊後陣聞書／豊後崩聞書／大友義統公軍記／石垣原大友義統与黒田如水取合*／豊後国鶴見原一戦之事*／豊州乱記／太田中川合戦之記／稲津掃部合戦記*／稲津軍記／原城記*
- 琉球攻略：喜安日記／市来孫兵衛琉球征伐日記／琉球軍記／薩琉軍談／島津琉球軍精記／中山世鑑・中山世譜・球陽*
- 大坂の陣： 豊内記／ 大阪物語／難波戦記／御撰大坂記／真田氏大坂陣略記／真田三代記／左衛門佐君伝記稿／大坂陣山口休庵咄／大久保彦左衛門覚書／石川忠総家臣大坂陣覚書／昔物語／大坂両陣日記*／村越道伴物語留書／長沢聞書／岡田竹右衛門覚書／片桐家秘記／泉州樫井表合戦次第覚書／おきく物語／若州聞書／関難間記／諸士軍談／後藤合戦記／後藤又兵衛尉政次伝*／大坂記*／短夜の物語*／大坂両度御出馬雑録*
- 島原の乱：版本 嶋原記／島原記／嶋原天草日記／天草土賊城中話／十時三弥介書上之写／島原一揆松倉記／島原陣覚書／吉利支丹物語*／四郎乱物語／南島変乱記／参考天草軍記／林小左衛門覚書／佐野弥七左衛門覚書／別当杢左衛門覚書／肥前国有馬古老物語／有馬原之城兵乱之記／島原一乱家中前後日帳覚*／有馬五郎左衛門筆記／松竹吉右衛門筆記／並河太佐衛門記／肥前国有馬戦記／原陣温故録／黒田家出勢人数並手負討死聞書*／有馬記録／有馬之役／肥前国有馬高来郡一揆籠城之刻々日記／高来郡一揆之記／耶蘇天誅記／立花立斎島原戦之覚書／山田右衛門作以言語記*／鬼理至端破却論伝／水野家島原記／原城紀事／天草一揆書上帳*／肥前国有馬肥後国天草一揆略記*

#### その他
- 武将記・家記：本多越前守利長家之覚書／ 管窺武鑑／山口道斎物語／久知軍記／岩槻巷談*／石川正西聞見集／菅沼記／菅沼家譜／野田伝記実録／ 三壺聞書／藤堂家覚書／渡辺水庵覚書／中村一氏記／本多忠勝武功聞書／戸川記／水野日向守覚書／毛利秀元記／脇坂記／一柳家記／加藤光泰貞泰軍功記／黒田家譜／黒田記略／古郷物語／黒田先公忠義伝*／黒田家老士物語*／黒田家臣伝*／黒田長政記／松永道斎聞書／戸次軍談／ 立花遺香／田中興廃記／大村記／大村家秘録／細川忠興軍功記／有馬晴信記
- 夜話：奥相茶話／東奥老士夜話／木村宇右衛門覚書／ 利家夜話／亜相公御夜話／象賢紀略／微妙公御直言／微妙公御発語／ 微妙公御夜話／微妙公御夜話 異本 正的筆記／夜話／懐恵夜話／烈公間話／犬甘代々古老夜話集／建康様御物語筆記*
- 逸話集： 老人雑話／備前老人物語／武功雑記／武辺咄聞書／常山紀談／武将感状記／志士清談／続武将感状記／武野燭談／ 上杉将士書上／明良洪範／名将言行録／紀伊国物語／武者物語／武者物語之抄／新武者物語／近史余談／落穂集／落穂集追加／雑兵物語／渡邊幸庵対話*

## 参考史料
- 『戦国軍記事典 群雄割拠篇』（古典遺産の会編）和泉書院 1997年02月25日
- 『戦国軍記事典 天下統一篇』（古典遺産の会編）和泉書院 2011年12月26日